# سوزان ميلان
سوزان ميلان (بالإنجليزية: Susan Milan)‏ هي معلمة موسيقى بريطانية، ولدت في 3 سبتمبر 1947 في لندن في المملكة المتحدة.

## وصلات خارجية
- سوزان ميلان على موقع ميوزك برينز (الإنجليزية)
- سوزان ميلان على موقع أول ميوزيك (الإنجليزية)
- سوزان ميلان على موقع ديسكوغز (الإنجليزية)